# Ray Weston
Ray Weston (20. ledna 1954, Glasgow, Skotsko) je bubeník, který spolupracoval s mnoha známými hudebními umělci, mezi které patří například Wishbone Ash, Tom Jones, Adrian Smith, Robert Palmer, Screaming Lord Sutch, Bill Wyman, Jimmy Rogers. V roce 2010 nahradil ve skupině Iron Butterfly Rona Bushyho (jen při evropském turné).